# 2049
Het jaar 2049 is een jaartal volgens de christelijke jaartelling. Pasen valt dit jaar op 18 april.

## Gebeurtenissen
- Op 1 januari vervallen voor het eerst rechten op popmuziek uit de VS.[1]
- Op 7 mei vindt een Mercuriusovergang plaats.
- Op 20 december verloopt het verdrag dat Macau vijftig jaar zelfbestuur heeft gegeven binnen de Volksrepubliek China.

## 2049 in fictie
- De sciencefictionfilm Blade Runner 2049 uit 2017 speelt zich af in 2049.